# Alexandru Antoniuc
Alexandru Antoniuc (n. 23 mai 1989, Chișinău, RSS Moldovenească, URSS) este un fotbalist moldovean, care joacă pe post de atacant la Milsami în Super Liga. Pe plan internațional, are prezențe la națională pentru Republica Moldova U17, Moldova U-19, Moldova U-21 și Republica Moldova.
Fratele său, Maxim Antoniuc, de asemenea este fotbalist.
Și-a făcut debutul profesional pe 13 iulie 2007 într-un meci contra FC Politehnica Chișinău, iar primul gol la marcat contra Olimpiei Bălți pe 16 martie 2008 într-o victorie cu 7–0.
Pe 23 iunie 2010 el a semnat un contract pe 4 ani cu campioana Rusiei Rubin Kazan.

## Statistici
| Club            | Sezon   | Campionat | Campionat | Cupă    | Cupă   | Europa  | Europa | Total   | Total  |
| Club            | Sezon   | Meciuri   | Goluri    | Meciuri | Goluri | Meciuri | Goluri | Meciuri | Goluri |
| --------------- | ------- | --------- | --------- | ------- | ------ | ------- | ------ | ------- | ------ |
| Zimbru Chișinău | 2007–08 | 13        | 2         | 0       | 0      | –       | –      | 13      | 2      |
| Zimbru Chișinău | 2008–09 | 21        | 4         | 2       | 0      | –       | –      | 23      | 4      |
| Zimbru Chișinău | 2009–10 | 24        | 5         | 0       | 0      | –       | –      | 24      | 5      |
| Zimbru Chișinău | Total   | 58        | 11        | 2       | 0      | –       | –      | 60      | 11     |
| Rubin Kazan     | 2010    | 1         | 0         | 0       | 0      | 0       | 0      | 1       | 0      |
| Rubin Kazan     | Total   | 1         | 0         | 0       | 0      | 0       | -      | 1       | 0      |

## Goluri internaționale
| #  | Data            | Stadion                            | Oponent    | Scor | Rezultat | Competiția                                             |
| -- | --------------- | ---------------------------------- | ---------- | ---- | -------- | ------------------------------------------------------ |
| 1. | 15 October 2013 | Podgorica City Stadium, Muntenegru | Muntenegru | 1-0  | 5-2      | Calificările pentru Campionatul Mondial de Fotbal 2014 |
| 2. | 15 October 2013 | Podgorica City Stadium, Muntenegru | Muntenegru | 5-2  | 5-2      | Calificările pentru Campionatul Mondial de Fotbal 2014 |